# Нубійська війна
Нубійська війна 25-22 до н. е.  — збройний конфлікт між Римом та Мероїтським царством («Ефіопією»).

## Причини конфлікту
У давніх авторів згадується, що ініціаторами конфлікту з нубійцями стали, ймовірно, дії римської адміністрації. Страбон залишив неоднозначні звіти, вказуючи, що нубійці могли бути обурені якимись заходами, проведеними римським урядом. Існує гіпотеза, що Корнелій Гал, перший префект Єгипту, може бути втрутився у династичні розборки в Нубії, підтримуючи одного з претендентів на трон.
У листі від 19 квітня 29 року до н.е. з острова Філи, намісник повідомив, що він прийняв послів царя ефіопів під своє покровительство. Однак під час походу Петронія в Нубії владарювала кандака Аманірена.
Отже, згідно зі звітами, римська адміністрація мала певний вплив на події в Нубії, і можливо, що втручання римлян в династичні конфлікти призвело до напруження відносин із місцевими владарями.  .
Крім того, судячи з наявних даних, похід римлян до Нубії відбувся б у будь-якому разі, навіть якби «ефіопи» не виявили відкритої ворожості. За повідомленням Страбона, Елій Гал, спрямований на зміну Корнелію, мав інструкцію провести розвідку в Щасливій Аравії та Ефіопії, і, якщо вийде, завоювати ці країни, які, за чутками, мали незліченні багатства  . Сам Август в Анкірському написі підтверджує, що два майже одночасні походи - в Аравію і Нубію - були здійснені за його наказом  .

## Військові дії
Після відходу значної частини римських військ до Аравії, восени 25 року до н.е., нубійці вирішили використати цю можливість і напали на Фіваїду. Вони успішно розбили сієнський гарнізон, що складався з трьох когорт, захопили Сієну, а також острови Елефантіну та Філи. Місцевих мешканців вони взяли у полон та розбили статуї Августа.
Римляни швидко відреагували на цю загрозу. Мабуть, вже навесні-влітку 24 року до н.е., новий префект Єгипту, Гай Петроній, вийшов на чолі війська не менше, ніж 10 тисяч піхоти і 800 вершників у похід проти нубійців. Успішно виганяючи ворога в нубійське місто Псельхіда, Петроній вимагав від нубійців повернути захоплене майно та зобов'язав їх пояснити причини свого нападу.  .
Оскільки переговори ні до чого не привели, Петроній атакував 30-тисячну армію нубійців.
Захопивши в полон кількох воєначальників цариці, Петроній відправив в Александрію, та був узяв Псельхіду. Потім він виступив на фортецю Премніду (нині Каср Ібрім ), пройшовши через піщані дюни, де колись пильна буря знищила військо перського царя Камбіса II . Взявши Премніду штурмом, намісник звернувся проти Напати, резиденції цариці, де в цей час був її син. Кандака запропонувала Петронію укласти договір про дружбу і обіцяла повернути полонених і захоплені в Сієні статуї, але префект відмовився, взяв Напату, зруйнував її вщент і звернув усіх мешканців у рабство. Син цариці встиг утік із міста. Потім Петроній повернувся до Єгипту, «вирішивши, що області, що лежать далі, непрохідні для війська»  .
У Премніді було створено римську базу з гарнізоном із 400 осіб та дворічним запасом продовольства. Частину полонених Петроній продав як військовий видобуток, тисячу чоловік відправив у подарунок Августу, який щойно повернувся з Кантабрійської війни, решта загинула від хвороб. Після відходу римської армії цариця підступила до Премніди «з незліченним військом», але Петроній зумів її випередити і допомогти гарнізону  . Припускають, що ця кампанія закінчилася о 22-й до н. е. 

## Мир
Не зумівши відвоювати фортецю, кандака спорядила нове посольство, і префект направив його до Августа, якого посли застали на Самосі . Імператор задовольнив усі їхні прохання і уклав мир, звільнивши нубійців від накладеної на них Петронієм данини  .

## Римсько-мероїтні відносини
Упродовж періоду до Кризи III століття, взаємовідносини між Римським Єгиптом та його південними сусідами залишалися стабільними. З метою забезпечення безпеки римська межа була розширена від Сієни і Філи до Гієри Сікаміна (Махаракка), включаючи територію, яку Геродот називав Додекасхен («12 схенів» або Дванадцятимильна земля — область біля першого нільського порогу). Ця територія формально не входила до складу Єгипту, але становила ном - адміністративну одиницю.
Римські гарнізони в Гієрі Сікаміна були розташовані вже за часів Доміціана. Нерон, виготовляючи величезні плани для Східного походу, планував вторгнутися в Нубію. Однак відправлені відділи розвідки, які проникли далеко на південь в пошуках початку Нілу, не досягли значущих результатів.
Таким чином, хоча римська імперія активно контролювала регіон Гієри Сікаміна та прилеглі території, вторгнення в Нубію залишалося на рівні планів, а не конкретних воєнних дій.  .